# اندريا جابرييلي
اندريا جابرييلي (باللاتينية: Andreas Gabrieli)‏ (و. 1533 – 1585 م) هو ملحن من جمهورية البندقية، ولد في البندقية، يستخدم آلات أورغن، توفي في البندقية، عن عمر يناهز 52 عاماً.

## روابط خارجية
- اندريا جابرييلي على موقع الموسوعة البريطانية (الإنجليزية)
- اندريا جابرييلي على موقع ميوزك برينز (الإنجليزية)
- اندريا جابرييلي على موقع أول ميوزيك (الإنجليزية)
- اندريا جابرييلي على موقع ديسكوغز (الإنجليزية)